# Valbroye
Valbroye est une commune suisse du canton de Vaud, située dans le district de la Broye-Vully. Elle est le résultat de la fusion des communes de Cerniaz, Combremont-le-Grand, Combremont-le-Petit, Granges-près-Marnand, Marnand, Sassel, Seigneux et Villars-Bramard le 1er juillet 2011. La commune est peuplée de 3 405 habitants. Son territoire, d'une surface de 3 350 hectares, s'étend sur les deux côtés de la vallée de la Broye.

## Histoire

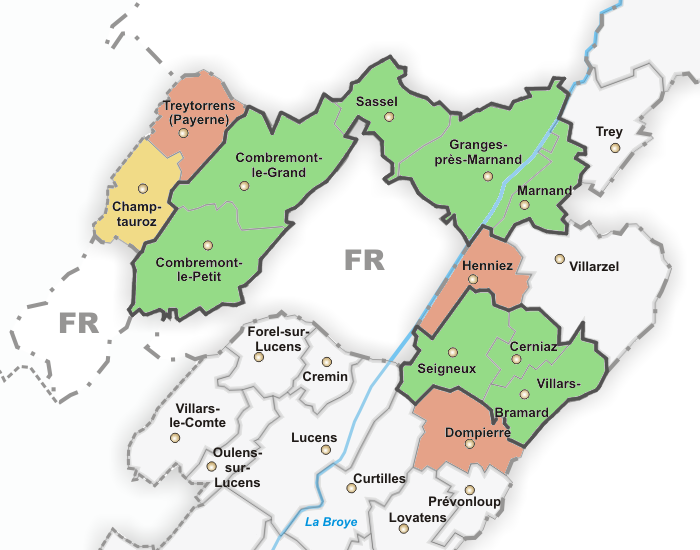
Communes ayant accepté la fusion.
Communes ayant refusé la fusion lors du vote du 8 février 2009.
Commune s'étant retirée du projet de fusion entre les deux votes.

Le projet prévoyait initialement la fusion de 12 communes : Cerniaz, Champtauroz, Combremont-le-Grand, Combremont-le-Petit, Dompierre, Granges-près-Marnand, Henniez, Marnand, Sassel, Seigneux, Treytorrens et Villars-Bramard.
Avec une superficie de 4 540 hectares et 3 300 habitants, Valbroye serait ainsi devenue la plus vaste commune de son district et la troisième plus peuplée après Payerne et Moudon.

### Résultat des votations du 8 février 2009 –1erprojet de fusion refusé
Le 8 février 2009, la convention de fusion est soumise à votation populaire. Trois communes, Henniez, Dompierre et Treytorrens refusent la convention,. Le projet de fusion à 12 ne verra donc pas le jour. Cependant, le projet n'est pas totalement abandonné et les neuf communes ayant accepté la convention acceptent de relancer le processus de fusion.
La municipalité de la commune de Champtauroz, qui a accepté la fusion à douze par 38 voix contre 35, décide de se retirer du projet le 2 avril 2009 afin de ne pas réduire les chances d'une grande fusion. Dans son état de mai 2009, Valbroye représenterait donc une commune de 2 600 habitants.

### Référendum du15 juin 2010– fusion acceptée
Lors des référendums du 15 juin 2010, les communes de Cerniaz, Combremont-le-Grand, Combremont-le-Petit, Granges-près-Marnand, Marnand, Sassel, Seigneux et Villars-Bramard ont validé une fusion pour former une nouvelle commune, Valbroye, qui voit le jour le 1er juillet 2011.

## Géographie

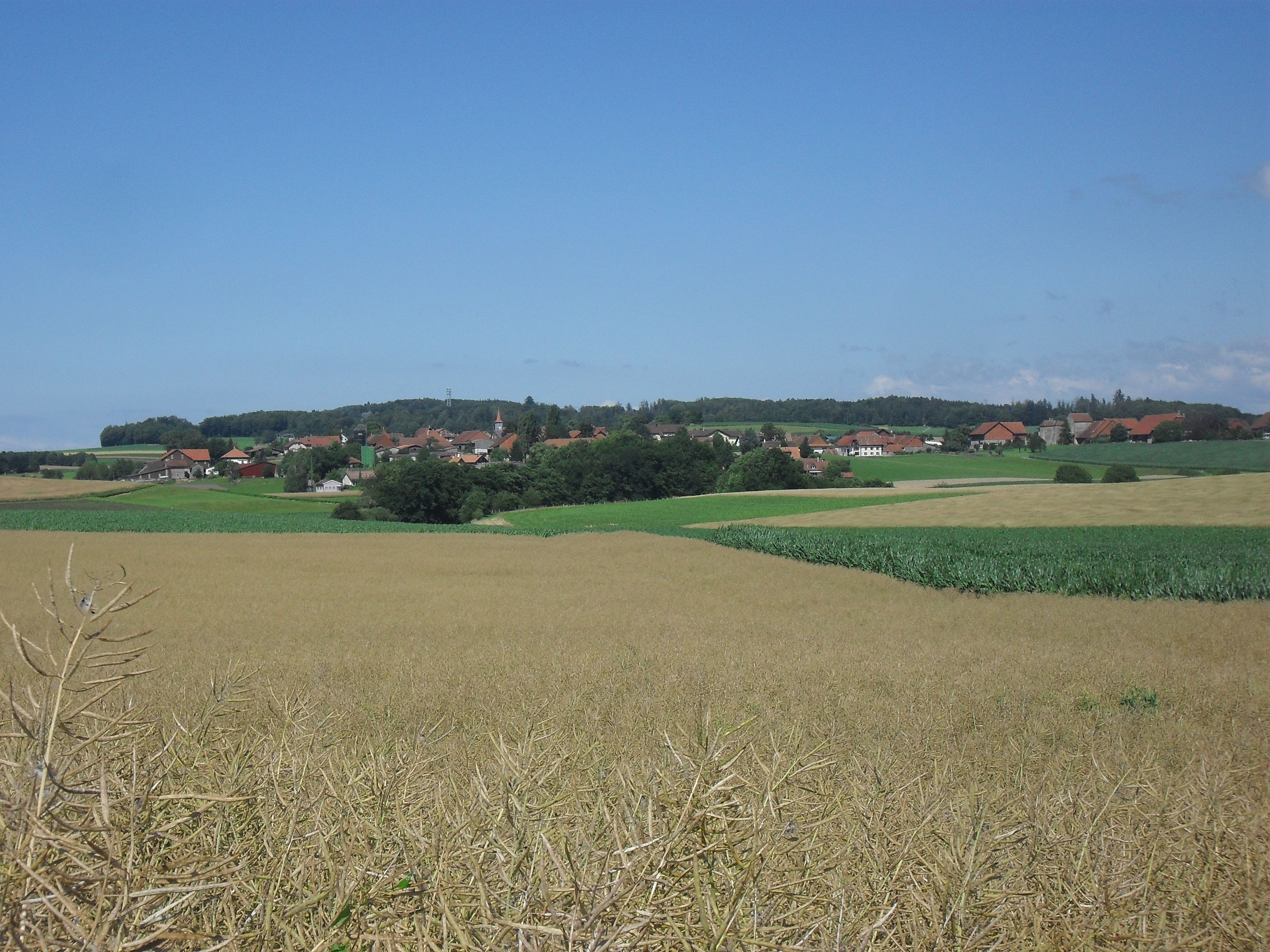
Vue du village de Combremont-le-Grand.

Dans le détail en 2004, les aires industrielles et artisanales des anciennes communes regroupées au sein de Valbroye représentaient 0,63 % du territoire communal, les maisons et bâtiments 2,84 %, les routes et infrastructures de transport 2,99 %, les zones agricoles 53,82 % et les zones arboricoles et viticoles 1 %.
Depuis sa création, elle fait partie du district de la Broye-Vully. Elle a des frontières communes avec Champtauroz, Dompierre, Henniez, Trey, Treytorrens, Villarzel dans le canton de Vaud et Estavayer, Romont, Nuvilly, Les Montets, Ménières, Châtonnaye et Fétigny dans le canton de Fribourg.
La commune de Valbroye s'étend sur les deux côtés de la vallée de la Broye. Elle est séparée en deux parties : une composée de Combremont-le-Grand, Combremont-le-Petit, Granges, Marnand et Sassel et une composée de Cerniaz, Seigneux et Villars-Bramard.

## Politique
Lors des élections fédérales suisses de 2011, la commune a voté à 40,50 % pour l'Union démocratique du centre. Le parti suivant fut le Parti socialiste suisse avec 10,23 % des suffrages.		
Lors des élections cantonales au Grand Conseil de mars 2011, les habitants de la commune ont voté pour le Parti libéral-radical à 43,67 %, l'Union démocratique du centre à 21,90 %, le Parti socialiste à 20,16 %, les Verts à 8,02 %, le Parti bourgeois démocratique et les Vert'libéraux à 5,77 % et Vaud Libre à 0,48 %.
Sur le plan communal, Valbroye est dirigé par une municipalité formée de 7 membres et dirigée par un syndic pour l'exécutif et un Conseil communal dirigé par un président et secondé par un secrétaire pour le législatif. Le conseil communal est composé de 55 élus répartis selon le nombre d'habitants par village : 2 pour Cerniaz, 6 pour Combremont-le-Grand, 8 pour Combremont-le-Petit, 24 pour Granges-Marnand, 
3 pour Marnand, 3 pour Sassel, 6 pour Seigneux et 3 pour Villars-Bramard.

## Démographie
Selon l'Office fédéral de la statistique, Valbroye compte 3 405 habitants en 2023. Sa densité de population atteint 101 hab./km2.
Le graphique suivant résume l'évolution de la population des anciennes communes composant Valbroye entre 1850 et 2000, puis de Valbroye en 2010 :

## Transports
La route principale 1, qui relie la commune à Lausanne et Payerne, traverse le village de Marnand. Concernant les transports en commun, les Combremonts, Granges-près-Marnand et Sassel font partie de la communauté tarifaire vaudoise Mobilis et Villard-Bramard fait partie de la communauté tarifaire fribourgeoise Frimobil. La gare de Granges-Marnand, des Chemins de fer fédéraux se trouve à Granges-près-Marnand. Elle est sur la ligne qui relie Lausanne à Payerne faisant partie du Réseau express régional vaudois et de la ligne Palézieux – Lyss. Un bus de CarPostal relie Granges-près-Marnand à Lucens et Cheiry. Le bus CarPostal reliant Payerne à Thierrens s'arrête à Sassel, Combremont-le-Grand et Combremont-le-Petit. Le bus des Transports publics fribourgeois faisant le parcours Estavayer-le-Lac-Vuissens-Estavayer-le-Lac s'arrête aussi à Combremont-le-Petit et Combremont-le-Grand. Le village de Villars-Bramard est quant à lui sur la ligne de bus CarPostal reliant Payerne à Romont.
Les huit localités de la commune sont desservies par les bus sur appel Publicar, qui sont un service de CarPostal.

## Monuments
Les villages de Granges-près-Marnand, Combremont-le-Petit et Sassel sont inscrits comme site ISOS. 
De plus, le château de Combremont-le-Grand, le temple, la cure et le château (ainsi que ses dépendances) de Granges-près-Marnand sont inscrits comme biens culturels d'importance régionale dans la liste cantonale dressée en 2009.

## Sources
1. 1 2  « Bilan démographique selon le niveau géographique institutionnel » , sur Office fédéral de la statistique (consulté le 18 avril 2025).
2. ↑  « Portraits régionaux 2021: chiffres-clés de toutes les communes »  [xls], sur Office fédéral de la statistique (consulté le 5 mars 2023).
3. ↑  Céline Charbon, « Encore un échec pour une fusion de communes vaudoises », 24 heures,‎ 8 février 2009 (lire en ligne)
4. ↑  [PDF] « Résultats détaillés par commune », sur 24 heures (consulté le 25 mai)
5. ↑  « Résultats détaillés sur le site officiel de site=valbroye.ch » (consulté le 25 mai 2009)
6. ↑  « Communiqué de presse », sur Bureau d'information et de Communication de l'État de Vaud (consulté le 25 mai 2009)
7. ↑  Jena-Daniel Fattebert, « La municipalité de Champtauroz se retire du processus de fusion », La Broye,‎ 9 avril 2009
8. ↑  « Page non trouvée - État de Vaud », sur vd.ch (consulté le 17 avril 2023).
9. ↑  « Élections au Conseil national 2011: Participation, force des partis, électeurs fictifs », sur Statistique suisse (consulté le 2 octobre 2012)
10. ↑  « Élection du Grand Conseil du 11 mars 2012 », sur vd.ch (consulté le 2 octobre 2012)
11. ↑  « Valbroye », sur communal.ch (consulté le 2 octobre 2012)
12. ↑  « Conseil communal », sur valbroye.ch (consulté le 10 octobre 2012)
13. ↑  [zip] « Évolution de la population des communes 1850-2000 », sur Office fédéral de la statistique (consulté le 29 janvier 2011)
14. ↑  « Région Fribourg-Payerne », sur cff.ch (consulté le 2 octobre 2012)
15. ↑  « Cheiry-Grange-près-Marnand-Lucens », sur fahrplanfelder.ch (consulté le 4 octobre 2012)
16. ↑  « Payerne-Combremont-le-Petit-Thierrens », sur fahrplanfelder.ch (consulté le 4 octobre 2012)
17. ↑  « Estavayer-le-Lac-Cugy FR/Murist-Vuissens-Estavayer-le-Lac », sur fahrplanfelder.ch (consulté le 4 octobre 2012)
18. ↑  « Romont FR-Sédeilles-Payerne », sur fahrplanfelder.ch (consulté le 4 octobre 2012)
19. ↑  « PubliCar Payerne (VD) », sur carpostal.ch (consulté le 4 octobre 2012)
20. ↑  « Liste des sites d'importance nationale », sur Office fédéral de la culture (consulté le 3 octobre 2012)
21. ↑  [PDF] « Inventaire PBC, liste provisoire des objets B », sur Office fédéral de la protection de la population (consulté le 3 octobre 2012)